# الدمن (البيضاء)

تعديل مصدري - تعديل

الدمن هي إحدى قرى عزلة ال مظفرالاعلى بمديرية البيضاء التابعة لمحافظة البيضاء، بلغ تعداد سكانها 417 نسمة حسب تعداد اليمن لعام 2004.